# سارا جین موریس (هنرپیشه)
سارا جین موریس (انگلیسی: Sarah Jane Morris؛ زادهٔ ۱۲ آوریل ۱۹۷۷) یک هنرپیشه اهل ایالات متحده آمریکا است.

## گزیده فیلمشناسی
از فیلم‌ها یا برنامه‌های تلویزیونی که وی در آن نقش داشته‌است می‌توان به آثار زیر اشاره کرد.
- کایوت آگلی (۲۰۰۰)
- هفت زندگی (۲۰۰۸)
- فرشته تاریکی (۲۰۰۱)
- پرونده سرد (۲۰۰۵)
- ثروت بادآورده (۲۰۰۶)
- ان‌سی‌آی‌اس (۲۰۱۱–۲۰۱۲)
- کسل (مجموعه تلویزیونی) (۲۰۱۲)
- ذهن‌های جنایتکار (۲۰۱۳)
- هاوایی فایو-زیرو (۲۰۱۵)
- شیفت شب (مجموعه تلویزیونی) (۲۰۱۵–۲۰۱۷)
- مد من (۲۰۱۵)
- آناتومی گری (مجموعه تلویزیونی) (۲۰۱۶)